# Minato-machi 13-banchi
Minato-machi 13-banchi (яп. 港町十三番地, киридзи: Минато-мати дзю:сам-банти, примерно "Квартал портовый, дом 13» или «Минатомати, дом 13») — популярная песня и сингл 1957 года из репертуара японской певицы Хибари Мисоры.
Согласно версии в статье «История токийской песни»  (яп. 「東京歌物語」 То:кё: ута моногатари) газеты «Токио симбун» от 31 августа 2008 год и одноимённой книге того же издательства, «Минато-мати» может происходить от станции Минато-тё железнодорожной линии Кэйкю-Дайси в городе Кавасаки, где расположен крупнейший морской порт («минато») Японии. В районе станции расположен ипподром и ряд складов и предприятий, среди которых находится главный офис звукозаписывающей компании Nippon Columbia. Хотя находится он в девятом здании, в песне, вероятно для ритма, поётся про тринадцатое.
Помимо Японии, песня с конца 1950-х пользовалась большим успехом на Тайване в переводе на китайский и до сих пор популярна в тамошних караоке-заведениях.

## Состав оригинального сингла
Формат: грампластинка SP (выпуск 10 марта 1957); через 3 месяца, 15 июня 1957, выпущен также на дисках EP (миньонах, 45 об/мин).
- Сторона A: Minato-machi 13-banchi, слова — Миюки Исимото[яп.], музыка — Гэнто Уэхары[яп.]
- Сторона B: Izu no noriai basu (яп. 伊豆の乗合バス, букв. «Попутный автобус до Идзу»; авторы те же)

Впоследствии тот же сингл был перевыпущен на CD в 2011 году.

### Другие издания в формате сингла
- Сингл издания 1 июля 1991
  1. Minato-machi 13-banchi
  2. Ano hi no fune wa mō konai (あの日の船はもう来ない, примерно «Корабль того дня больше не придёт»)
- Сингл издания 20 июня 1998[5]
  1. Yawarа (柔, букв. «мягкость, гибкость»)
  2. Yawarа (караоке)
  3. Minato-machi 13-banchi
  4. Minato-machi 13-banchi (караоке)
- Сингл издания 20 августа 2003[6]
  1. Ringo Oiwake (リンゴ追分, букв. «Яблоневая развилка»)
  2. Minato-machi 13-banchi
  3. Ringo Oiwake (караоке)
  4. Minato-machi 13-banchi (караоке)

## Кавер-версии других исполнителей
- Каори Кодзай[яп.] — в альбоме 「綴織百景VOL.6 美空ひばりを唄う1996年、アルバム」 (вып.1996)
- Ёсио Кимура[яп.] (гитара) — в альбоме 「ギターの真髄 木村好夫ベストセレクション~港町十三番地~」 (издан 20 марта 1999; переиздан 18 февраля 2004)[7]
- Сатоко Кода (скрипка) — в альбоме 「川の流れのように」 (издан 20 марта 1999; переиздан 18 февраля 2004)[8]
- Ринго Сиина — в DVD-альбоме Electric Mole (выпущен 17 декабря 2003)[9]
- Саяка Камидзоно[яп.] — в альбоме 「18才〜旅立ち〜」 (вып. 2005)